# 红眉唐纳雀属
红眉唐纳雀属（学名：Heterospingus）是唐纳雀科下的一个属。

## 下属物种
本属包括以下物种：
- 黄腰红眉唐纳雀 Heterospingus rubrifrons (Lawrence, 1865)
- 红眉唐纳雀 Heterospingus xanthopygius (P.L.Sclater, 1855)